# 歸仁美學館
22°58′01″N 120°17′41″E / 22.967055°N 120.294722°E

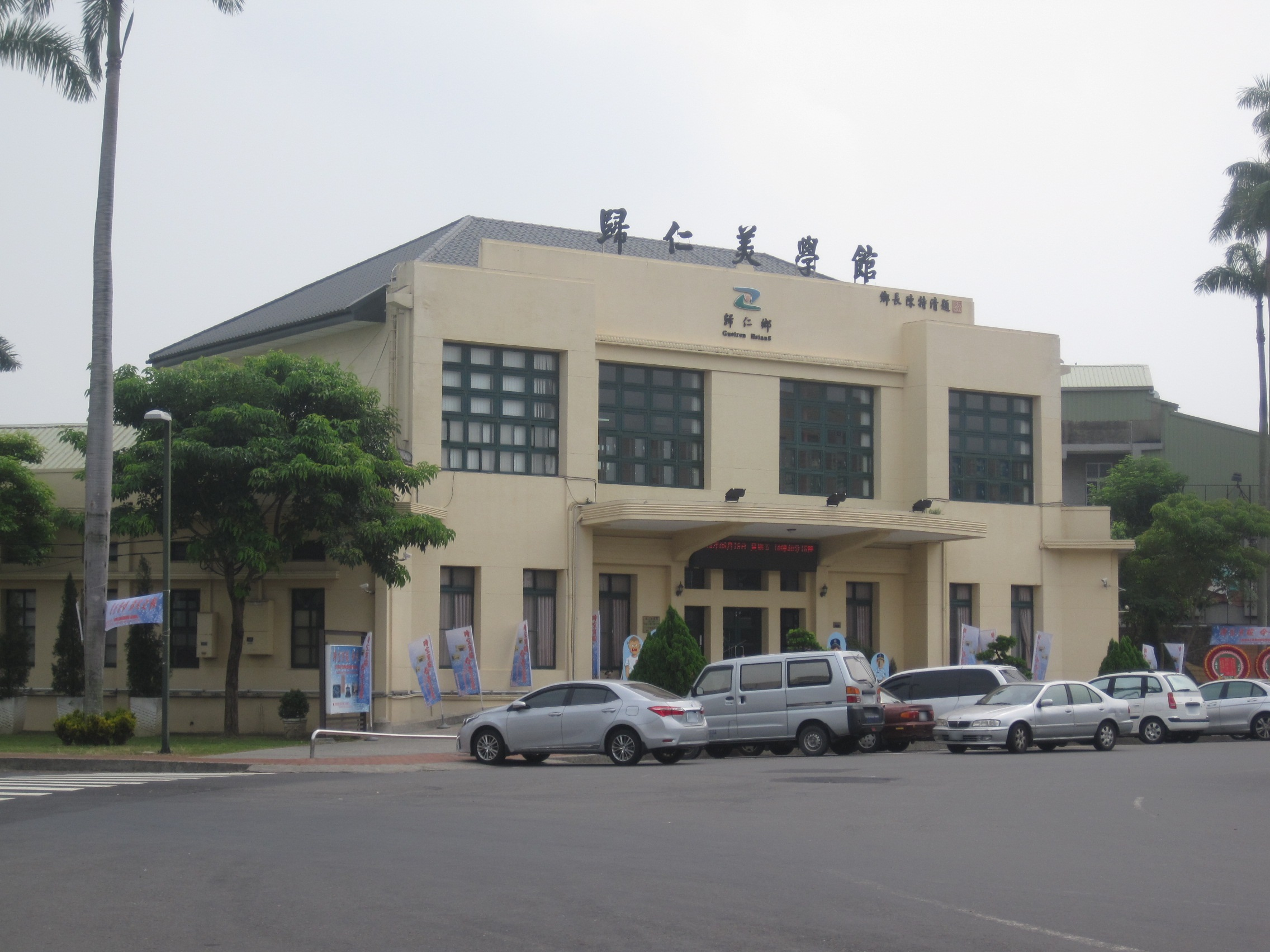
歸仁美學館

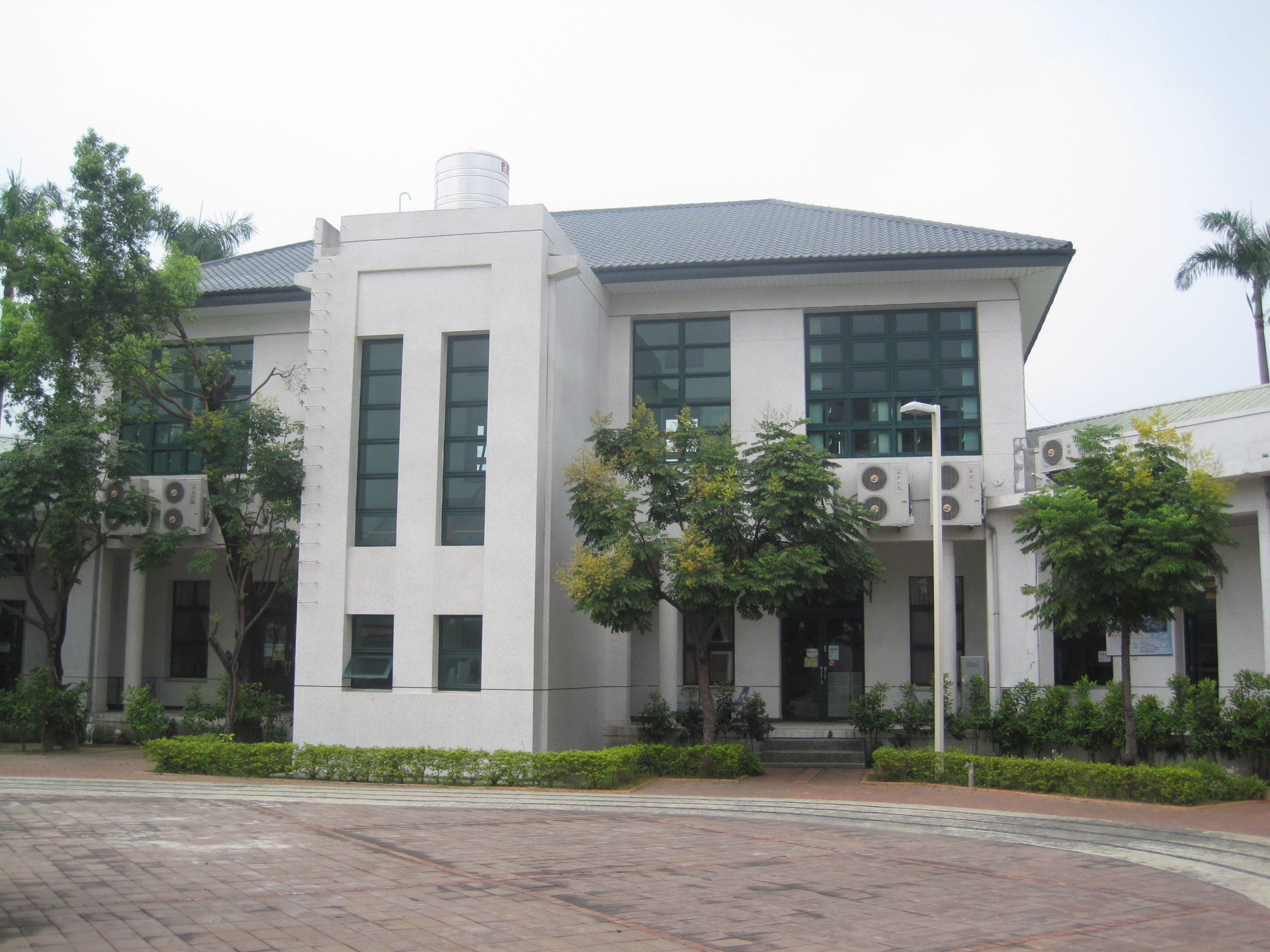
從後方拍攝的歸仁美學館

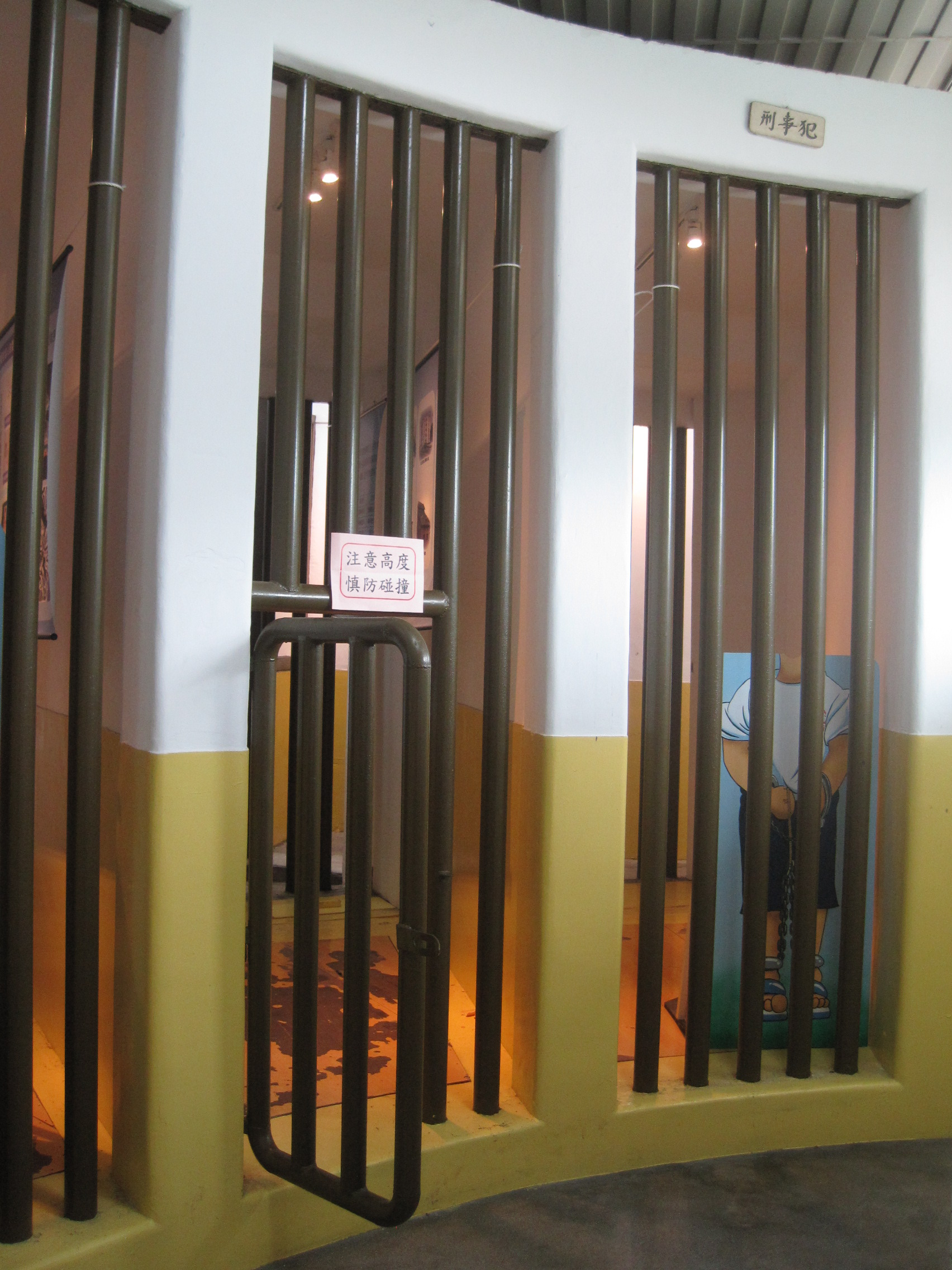
歸仁美學館裡保存的拘留室

歸仁美學館位於臺灣臺南市歸仁區，其館舍曾作為臺南縣政府警察局歸仁分局使用，另有學者認為館舍可追溯至臺灣日治時期末期興建的歸仁庄役場。而在歸仁分局遷移後，廳舍一度閒置多時，經整修後於2010年2月6日以歸仁美學館的身分重新活用。

## 館舍沿革
歸仁美學館成立於2010年2月6日，在此之前的使用單位是歸仁分局。而關於館舍的興建年代則有所爭議，有說法認為館舍是在第二次世界大戰後所興建，但學者沈沐昌則認為該建築乃是日治末期昭和年間才興建的「歸仁庄役場」。沈沐昌指出，經他查閱文獻與訪問耆老，歸仁美學館館舍所在的位置為歸仁庄役場所在的「歸仁北」大字，且落成最晚約是在昭和九年（1934年），且原本建築物有於日治時期建築物上可見的「上下推拉窗」和「內外迴旋窗」（現已更換），另外內部屋頂桁架木構件上的「棟札」可見到「昭和」的字樣。

## 建築
歸仁美學館正面有兩層樓，旁邊兩翼則只有一層樓高，後方則規劃為廣場，另外在建築物保存了昔日的拘留室供作社會教育之用。